# Bruno Girveau
Bruno Girveau est conservateur général du patrimoine historien de l'art français. Ancien directeur du Palais des beaux-arts et du musée de l'Hospice Comtesse de Lille, il est aujourd'hui commissaire d'exposition, responsable de la société de conseil Open Museum Consulting.

## Biographie
Historien de l’architecture de spécialité, diplômé de l'École nationale du patrimoine, Bruno Girveau a été conservateur au musée d'Orsay pour le fonds d'architecture de 1996 à 2002, et conseiller pour la série documentaire Architectures pendant la même période (17 numéros suivis ; meilleure audience pour un documentaire culturel pour Arte en 2002). Il est ensuite chef du département du développement scientifique et culturel de l'École nationale supérieure des beaux-arts avant de prendre la direction du Palais des beaux-arts et du musée de l'Hospice Comtesse de Lille à partir de mars 2013,,,,.
Auteur de nombreux ouvrages, Bruno Girveau a été le commissaire de plusieurs expositions, dont « À table au XIXe siècle » au musée d’Orsay (2002), de « Il était une fois Walt Disney : aux sources de l’art des studios Disney », au Grand Palais, à Montréal, Munich et Helsinki (2006-2008) ainsi que de « Charles Garnier, un architecte pour un empire » à École nationale supérieure des beaux-arts de Paris en 2010 et « Claude Monet : le génie des lieux » (National Heritage Museum, Hong-Kong, 2016). Collectionneur de jouets, il est également, avec Dorothée Charles, responsable de l’exposition « Des jouets et des hommes », au Grand Palais (2011), puis à Helsinki (2012). Depuis 2013, il a été commissaire général des expositions suivantes au Palais des Beaux-Arts de Lille : « Joie de vivre » (2015) ; « Le Rêve d'être artiste » (2019) et « La Forêt magique » (2022). Dès son arrivée à Lille, il crée le concept d'Open Museum, dont sept éditions se sont tenues à ce jour de 2014 à 2021 (Air ; Interduck-Donald ; Zep ; Alain Passard ; Séries télé ; Open Museum Music ; François Boucq). Cette opération, qui vise à décloisonner les disciplines, a réussi à élargir et rajeunir les publics (en moyenne 60% de primo-visiteurs, jusqu’à 40% de moins de 30 ans). Son action à la tête du Palais des Beaux-Arts a d'abord consisté à proposer une programmation pluridisciplinaire, puis à poser les bases d'une réflexion dans le cadre d'un projet scientifique et culturel, mis en œuvre depuis plusieurs années et qui vise à renouveler entièrement l'expérience de visite (trois phases réalisées à ce jour : réaménagement de l’atrium en un espace ouvert sur la ville et connecté en 2017, refonte des départements des Plans-reliefs en 2019 et du Moyen Age Renaissance en 2022), en proposant plus de bienveillance, de confort et de discours accessible à tous, tout en valorisant les collections exceptionnelles du Palais des Beaux-Arts. Il a également œuvré à l’inflexion des modes de production des expositions temporaires afin d’en faire des objets plus hybrides, croisant des disciplines et les formes d’arts plus diverses, de manière également plus sensible, expérientielle voire immersive. Il a engagé fortement le Palais des Beaux-Arts de Lille dans une démarche de développement durable, (éco-conception des expositionsnotamment) et d'inclusion (actions hors les murs ; discours pluriels, art thérapie ; projet participatif), domaine dans lesquels le musée s'est imposé au niveau national comme une force de propositions et d'expérimentations. 
Il a quitté le Palais des Beaux-Arts et le musée de l'Hospice Comtesse de Lille en avril 2024 et se consacre désormais au commissariat d'expositions, au conseil dans le domaine des musées et à la publication d'essais.  